# Pintura abstracta

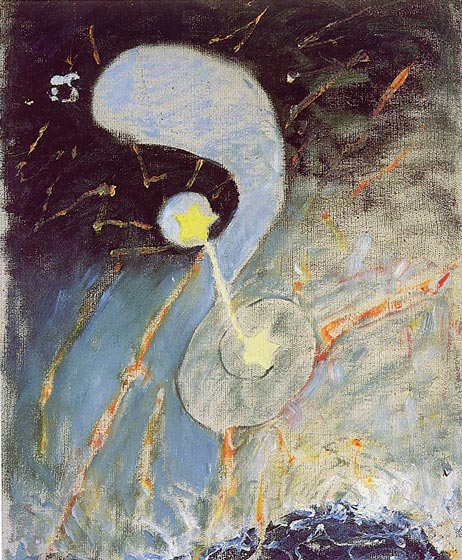
Hilma af Klint, Chaos, n.º 2, 1906

Pintura abstracta es el arte abstracto en pintura. La no utilización de la pintura figurativa (término opuesto al de pintura abstracta) es un fenómeno artístico propio, pero no generalizable, de lo que estéticamente se define como arte moderno y cronológicamente como contemporáneo en los siglos XX y XXI.
Histórica y formalmente se ha desarrollado en distintas posibilidades técnicas y denominaciones estilísticas: la abstracción geométrica (cubismo abstracto -orfismo, rayonismo-, suprematismo, constructivismo soviético, constructivismo neerlandés, De Stijl- concretismo), la abstracción cromática (sincromismo), la abstracción lírica, la abstracción sintética, la abstracción analítica, la abstracción cinética (arte cinético), el surrealismo abstracto, el informalismo (expresionismo abstracto, abstracción constructiva, tachismo, pintura matérica, action painting), la abstracción postpictórica (minimalismo, color field, hard edge) y cualquier otro movimiento derivado, incluidos los denominados abstracción figurativa y no figurativa (expresiones que, respectivamente, son un oxímoron y una redundancia, pero que tienen uso bibliográfico).

## Historia

### Inicio de la pintura abstracta
La primera artista en crear una obra abstracta fue la pintora sueca Hilma af Klint quien en 1906 inició la serie Pinturas para el templo en la que aborda la espiritualidad, la evolución del ser humano y las religiones del mundo. Sus cuadros, que frecuentemente se asemejaban a diagramas, eran una representación visual de ideas espirituales complejas. La obra de la artista no se hizo pública hasta 1986, veinte años después de su muerte, por expreso deseo de Klint quien consideraba que su obra no sería entendida por el público. Su reconocimiento como pionera del arte abstracto se ha consolidado a partir la recuperación de su obra a principios del siglo XXI.
Kandinsky realizó su Primera acuarela abstracta entre 1910 y 1913; y teorizó sobre la pintura abstracta en Uber das Geistige in der Kunst (1911). Otros pintores se aproximaron al mismo concepto por esos mismos años: En un texto de 1910 sobre el futurismo, Boccioni escribió acerca de la abstracción expresiva: "Mi ideal era un arte que expresara la idea de sueño sin representar ninguna cosa durmiente". Su obra Stati d'animo (Estado de ánimo), de 1911, se acerca a ese concepto de la abstracción. Arthur Dove tiene entre sus obras un Abstract Number 2 (Abstracto Número 2), de 1911 y un Fog Horns (Sirenas de Niebla). El rayonismo o cubismo abstracto se desarrolló desde 1912 o 1913 (con el precedente de una exposición rusa de 1909). El suprematismo de Malevich se iniciaba en 1913 con Círculo negro. El sincromismo de Morgan Russell se expuso en el Salon des Indépendants de París de 1913. 
La difusión de la obra de Wassily Kandinsky impactó en el grupo De Stijl, formado en 1917, y en otras  vanguardias del periodo de entreguerras, que experimentaron con la abstracción (surrealismo abstracto); pero el mayor auge de la pintura abstracta vino con el expresionismo abstracto que desarrolló entre 1945 y 1955 la New York School (escuela de Nueva York). En Europa hubo movimientos similares: el informalismo, el tachismo y la abstracción lírica.

### Inicios de la pintura abstracta geométrica
- Tuvo su origen en el Suprematismo de Kasimir Malévich, y las construcciones abstractas de Tatlin, Ródchenko, Popova, Rózanova, Iván Kliun, Jean Pougny y otros; hasta 1920, y a partir de ahí en el 'Neoplasticismo' de Mondrian y Van Doesburg.

- Se destacaron las obras e ideas del grupo de artistas de 'Puteaux', que en las tertulias del estudio de Jaques Villon crearon entre 1911 y 1914 el movimiento 'Section D'or'. Se interesaban por las bases matemáticas de la composición, y creían que el 'Cubismo' podía desarrollarse por la vía de la abstracción no icónica.

- Surge de los experimentos sistemáticos del color, desde 1912 por parte de Robert Delaunay, basándose en las teorías sobre color de Eugéne Chevreul, y el movimiento paralelo del 'Sincronismo', iniciado en Francia por los Pintores estadounidenses: Patrick Bruce, Stanton Macdonald-Wright y Morgan Russell.

- Surge por el desarrollo de 'Arte concreto' por parte de algunos miembros del grupo 'Abstracción-Creación', de Max Bill y sus seguidores suizos.

- Influye la incursión de Picabia desde 1910 con un concepto Cubista

- Leger en 1913 a 1914 con su serie 'Contrastes de Formas'

- En Inglaterra, Wyndham Lewis, expuso 'Timon of Athens' (Timón de Atenas) en la muestra 'Post-impresionista de 1912.

- En 1905 Adolf Hoelzel, elabora un sistema de colores, que se aproximó a la abstracción, con su serie en 1917 de 'Sonidos coloreados', concebidos en su relación con la música.

### Descripción de pintura abstracta por décadas en los siglosXXyXXIdesde su aparición
- 1900 Inicios. Estudios preliminares del color y la forma como elementos de abstracción.
- 1910 Formas geométricas complejas derivadas de la naturaleza misma. Relación del color con la música. Abstracción expresiva no-figurativa. Abstracción musical. Cubismo abstracto.
- 1920
- 1930 Formas geométricas no figurativa que nacen de Formas abstractas: expresivas, geométricas, bimórficas y lírica. Abstracción geométrica figurativa.
- 1940
- 1950 Formas complejas derivadas de otras formas geométricas básicas. Formas geométricas que no surgen de la naturaleza, y culminan en formas espontáneas creadas por interacción de la pintura física-líquida. Action painting. Expresionismo abstracto. Pintura abstracta lírica.
- 1960 Gusto por el realismo exagerado.

### La pintura abstracta se desarrolló por dos vías
1. Con artistas que la relacionan con el Arte decorativo, que podía ser artística, si se hacía expresiva.
2. Otros artistas que vieron su relación con la música por ser análoga a la misma, como una especie de 'Abstracción musical'.

- Čiurlionis, artista, músico, fue Pintor abstracto desde 1905, cuando vio que pudo relacionarla con la música, y llenar el vacío que tuvo en su carrera musical.

- La serie 'música-color' de Scriabin, fue representativa de la abstracción del tipo musical.

- Experimentos en la serie 'Órgano de colores', de los Futuristas, y otros artistas; influyeron en František Kupka, cubista checoslovaco y miembro del Grupo de Puteaux, quien elabora un sistema personal de abstracción del color cuyo objetivo habría de literalmente ´liberar el color de la forma'.

### Pintura abstracta lírica
Según Bernard Dorival, y su obra "Les Peintres du XX e Siécle" 1957, respecto a Robert Lapoujade y Bernard Dufour; la pintura abstracta expresiva no se deriva de la naturaleza, ni sugiere formas de ésta. Respecto a Paul Kallos y Serge Rezvani; su preocupación fue por la estructura formal más que los propios precursores del Informalismo, como Wols y Hartung. Pierre Cabanne y Pierre Restany (escritores), en su obra 'L' Avant-garde au XXe siècle' (1969); daban el nombre a una escuela dedicada a la pintura abstracta expresiva llamada 'Tachismo', en reacción a la pintura abstracta geométrica de Wols, Mathieu, 
Hartung, Atla y Dubuffet; teniendo como precursor a Bryen y Fautrier. Estos escribieron: "Fautrier, Bryen, Wols, Hartung; nos llevaron al corazón mismo de la aventura lírica, atravesada como por el resplandor del relámpago, por la indiscutible brillantez de Mathieu... La revelación de la Escuela Americana que empezó a mostrarse a partir de 1952, apareció como argumento adicional a favor de la abstracción lírica. Admitir una segunda abstracción lírica en los años 50 con Tal-coat como máximo representante, tomando elementos del estilo 'All-Over', de los EE. UU., y el misticismo de San Francis.

### Pintura abstracta objetiva
Experimento de artistas ingleses en 1930, con la transformación de objetos y escenas de la naturaleza, con diseños coloreados. Relacionados con la pintura abstracta expresiva, derivada de la obra de Monet, Bazaine y Manessier, reflejan la impresión óptica y no el objeto en sí. Añadieron una idea romántica, de expresar un sentimiento de la naturaleza desde formas abstractas. La influencia fue mayor con la obra de J. M. W. Turner que con el 'Impresionismo'. En el grupo estaban: William Coldstream, Graham Bell, Victor Pasmore, Rodrigo Moyhihan e Ivon Hitchens; en el que sólo Hitchens quedó fiel el estilo. Y en 1934 se celebró la exposición 'Objective Abstraction' en la Zwemmer Gallery.

### Pintura abstracta perceptiva
Se refiere a varias escuelas abstractas, sucedidas del 'Expresionismo abstracto', como: 'La pintura de zonas de color', 'La pintura Hard Edge', 'El Minimalismo', y 'El Op Art'.

### Pintura abstracta Postpictórica
En el catálogo de la exposición de Pintura contemporánea, en 1964, en el County Museum de los Ángeles, llamada "Post-Painterly Abstraction", se suscribe este movimiento, por el crítico estadounidense Clement Greenberg. Representa una generación de artistas de ruptura con el 'Expresionismo abstracto', y no con la pintura figurativa. Lo representan: 'Morris Louis, Kenneth Noland, Jack Youngerman, Leon Polk Smith, Frank Stella, Ells-worth Kelly, Larry Poons

### Painting abstract-création: Art Non-Figuratif
Grupo de Pintores abstractos y Escultores abstractos o No objetivos, formados en París en febrero de 1931, luego de la primera exposición de arte abstracto celebrada en el mismo lugar en 1930. Fue el heredero del grupo Cercle Et Carré, fundado en 1930. Un grupo que llegó a 400 miembros aceptando artistas de cualquier nacionalidad. El grupo publicaba un anuario: 'Abstraction-Création: Art non-figuratif' desde 1932 a 1936, editado cada número por una persona distinta, y realizaba exposiciones colectivas. Abarcaba obras desde el 'Constructivismo' de Gabo, Pevsner, Lissitzky, y el 'Neoplasticismo' de Mondrian, Vordemberge-Gildewart y Domela, Magnelly y Gleizes, que llegaban a la pintura abstracta no-figurativa desde el 'Cubismo'; la pintura abstracta expresiva de Kandinsky, la pintura abstracta biomórfica de ARP, y algunas del 'Surrealismo Abstracto'. Por el peso del 'Constructivismo' y 'La escuela de D' Stijl'; se inclinó hacia la pintura abstracta geométrica, en las corrientes expresivas y líricas. Debido a la marcha a Inglaterra de los constructivistas más importantes; el movimiento decayó en 1936. La exposición "Abstraction-Création", se celebró en Munster en 1978 en honor al movimiento Painting abstract-création, luego se trasladó al Museum d' Art Moderne de la Ville de París. Gladys C. Fabre recopiló documentos detallados del movimiento. Artistas: Gorin, Herbin, Helion.

### Acerca de pintura abstracta
- Las dos formas de pintura abstracta pueden aparecer juntas en una obra, también se puede dar la supresión de detalles, en que ya no puedan distinguirse los elementos figurativos, como ejemplo: las obras de: Ivon Hitchens, Roger Bissiére, Jean Bazaine, Maurice Estéve, etc.

- Los dos tipos de pintura abstracta continuaron caracterizando el 'Vorticismo'.

- Las formas principales son la pintura abstracta expresiva y la pintura abstracta geométrica.

- La pintura abstracta expresiva se contempla en el 'Expresionismo abstracto', el 'Tachismo', y sus movimientos derivados.

- La pintura abstracta geométrica se contempla en el 'Constructivismo', 'Suprematismo', la Escuela de D'stijl, el 'Arte concreto', y sus movimientos derivados.

## Definiciones de pintura abstracta

### Diferencias entre Pintura abstracta expresiva y Pintura abstracta geométrica
Pintura abstracta expresiva
- Subjetiva y espontánea
- Métodos de creación impulsivos e improvisados
- Expresividad en los elementos visuales
- Capacidad sensitiva y expresiva de la factura y materiales artísticos
- Composición asistemática y falta de estructura
- Vaguedad, ambigüedad y sugestiidad

Pintura abstracta geométrica
- Objetiva y universal
- Planificación de la obra sobre principios racionales, previa a la creación.
- Prohíbe la expresividad de los elementos visuales, defendiendo el uso de los elementos neutrales, normalmente geométricos
- Elimina la capacidad sensitiva y expresiva de los materiales, defiende una factura impersonal
- Composición sistemática y lógicamente estructural
- Claridad, precisión y objetividad

### Pintura abstracta figurativa
Es la representación de un mundo móvil y cambiante en un medio estático e inalterable (lo que supuso una de las preocupaciones de los principales Futuristas), a la plasmación de un mundo tridimensional, sobre un medio bidimensional, y a la utilización de la amplísima gama de colores.
Se creó un cambio desde la calidad expresiva y pictórica, hacia la claridad y precisión de la percepción, de ahí el nombre de Pintura abstracta perceptiva.

### Pintura abstracta Postpictórica
Características
- Repudian la pincelada expresiva.
- Es de factura personalizada.
- Sustituyen el 'Action painting' por áreas de color sin modelar, fríamente proyectadas y claramente definidas.
- Suprimen la calidad táctil.
- Suprimen la calidad de tipo ilusionista.
- Enfatizan el realismo de los materiales artísticos.
- Tienen como objetivo alcanzar un arte de colores ópticos.
- Identifican la obra física de arte con la imagen del cuadro.
- Eliminan ciertas asociaciones.

### Painting abstract-création: Art Non-Figuratif
Características
- Fomentaba la abstracción creativa, de obras derivadas de formas no-figurativas o geométricas, y no de la naturaleza.

### Pinturas abstractas que resultan de la supresión de las formas
- La pintura abstracta deliberada, se realiza con fines estéticos y por artistas consciente. Esta es propia del siglo XX.
- La pintura abstracta voluntaria, impuesta por el medio o la moda en uso, es propia de la Antigüedad y la Edad Media.
- La pintura abstracta geométrica, supone una supresión de detalles de forma individual para poner el tipo genérico al que pertenece el objeto, ejemplo: Con fines productivos: Brancusi y su obra 'Maiastra', 'Pájaro en el espacio', 'La foca', etc; 'Los puristas y sus objets types'. Con fines decorativos y estéticos los bodegonistas: Morandi, Georgia O' Keefe y William Scott. Con paisajes urbanos o industriales: Feininger y L. S. Lowry.
- La pintura abstracta publicitaria, supresión de detalles para crear un texto o imagen y lograr dar un mensaje. Ejemplo: 'Muralistas mexicanos', 'Realismo socialista'; obras: 'Neue Sachlichkeit' de Grosz, Dix y Beckmann, y de Ben Shahn y Jack Levine.
- La pintura abstracta estética y decorativa, supresión de detalles con fines decorativos, ejemplo: obras de Matisse, Arshile Gorky y Stuard Davis. Que influenciaron a Raoul Dufy, Cornelius Van Dongen, Elie Nadelman, y la obra tardía de Bernard Buffet.
- La pintura abstracta orientada hacia un 'estilo', es la supresión de detalles para generar un estilo artístico único, ejemplo: 'El Art Nouveau', con su ritmo curvilíneo; 'El Fovismo', con sus colores de fuertes contraste; 'El Expresionismo Alemán', con sus trazos ásperos y angulosos; 'El Cubismo', propenso a las formas geométricas; 'El Cubo-Futurismo Ruso', 'El Precisionismo Estadounidense', 'El Vorticismo', 'El Rayonismo' y 'El Purismo'. La abstracción por estilo pueden ser individual (eje. las formas pesadas, cilíndricas, semejantes a máquinas, de Léger, o las tenues formas de Giacometti) o de un grupo de artistas.